# 강가 (여신)
강가(산스크리트어: गङ्गा)는 갠지스강의 의인화로, 힌두인들이 정화와 용서의 여신으로 숭배한다. 많은 이름으로 알려진 강가는 종종 마카라라고 불리는 신성한 악어 같은 생물을 타고 있는 공정하고 아름다운 여성으로 묘사된다. 강가에 대한 최초의 언급 중 일부는 리그베다에서 발견되며 강가에서 가장 신성한 것으로 언급된다. 그녀의 이야기는 주로 라마야나, 마하바라타, 푸라나와 같은 베다 이후의 텍스트에 나타난다.
라마야나에서는 그녀를 히말라야산맥의 의인화인 히마바트의 맏아들이자 어머니 여신 파르바티의 누이로 묘사한다. 그러나 다른 텍스트에서는 그녀의 기원이 유지의 신인 비슈누에 있다고 언급한다. 전설은 시바 신의 도움을 받은 왕족 현자 바기라타 때문에 발생한 그녀의 지구 하강에 초점을 맞춘다. 서사시 마하바라타에서 강가는 쿠루족의 왕 샨타누의 아내이며 전사 비슈마의 어머니이다.
힌두교에서 강가는 인류의 어머니로 간주된다. 순례자들은 영혼(정화된 영혼)을 삶과 죽음의 순환으로부터의 해방인 해탈에 더 가까이 데려다 준다고 생각하는 강가 강에 친족의 유골을 담군다. 강가 두셰라 및 강가 자얀티 같은 축제는 강고트리, 하리드와르, 프라야그라지, 바라나시 및 콜카타의 칼리 고트를 포함하여 갠지스 강둑을 따라 있는 여러 성지에서 그녀를 기리기 위해 거행된다.  태국에서는 로 크라통 축제 기간 동안 석가모니와 함께 숭배된다.

## 같이 보기
- 시바

## 참고 문헌
- Eck, Diana L. (1982), 《Banaras, city of light》, Columbia University, ISBN 978-0231114479
- Eck, Diana (1998), 〈Gangā: The Goddess Ganges in Hindu Sacred Geography〉,   Hawley, John Stratton; Wulff, Donna Marie, 《Devī: Goddesses of India》, University of California / Motilal Banarasidass, 137–53쪽, ISBN 8120814916
- Vijay Singh: The River Goddess (Moonlight Publishing, London, 1994)